# Thomas Calabro
Thomas Calabro (Brooklyn, Nueva York, 3 de febrero de 1959) es un actor estadounidense.

## Biografía
Tras cursar estudios superiores en la Universidad de Fordham, decide encaminar sus pasos profesionales hacia la interpretación, realizando su debut cinematográfico en 1984 con la película Exterminator 2. Sería, sin embargo una de sus pocas apariciones en la pantalla grande, ya que casi de forma inmediata centra su carrera en televisión.
Durante la década de los ochenta, participa en pequeños papeles episódicos en algunas series de televisión, hasta que en 1992 consigue el papel que le lanza a la popularidad, el del Dr. Michael Mancini en la popular Melrose Place. Calabro fue de los pocos miembros del reparto original que se mantuvo en la producción durante los siete años que se prolongó su emisión (hasta 1999).
Con posterioridad ha participado en Nip/Tuck por F/X, Without A Trace por CBS, y recientemente Greek por ABC Family.
Calabro tiene 3 hijos y es de ascendencia italiana.

## Filmografía
- Elle: A Modern Cinderella Tale (2010) (post-production) .... Allen
- Locker 13 (2009) (filming) .... Harvey
- Melrose Place .... Dr. Michael Mancini (2009-present)
- Detention (2009) .... Coach L
- Without a Trace .... Ken Gilroy (2009)
- Greek .... Senator Ken Logan (2008-present)
- Fall of Hyperion (2008) (TV) .... John Brighton
- Safehouse (2008) .... Charles York
- Ice Spiders (2007) (TV) .... Capt. Baker
- 'Til Lies Do Us Part (2007) (TV) .... Trey Mitchell
- Cake: A Wedding Story (2007) .... Bernard
- Chill (2007) (V) .... Sam
- Cold Case .... Ada William Danner (2006)
- Nip/Tuck .... Dr. Abrams (2005)
- The Perfect Husband (2004/I) (TV)
- Single Santa Seeks Mrs. Claus (2004) (TV) .... Andrew
- Hard Knox (2001) (TV) .... Steve Hardman
- Touched by an Angel .... Ben Mason
- Face to Face (2001) .... Philly
- They Nest (2000) (TV) .... Dr. Ben Cahill
- Best Actress (2000) (TV) .... Ted Gavin
- Ice Angel (2000) (TV) .... Ray
- Melrose Place .... Dr. Michael Mancini (218 episodes, 1992-1999)
- L.A. Johns (1997) (TV) .... David Abrams
- MADtv .... Host (, 1997) Episode 2.17
- Made Men (1997) .... Nicky 'Shoes' Piazza
- Ned and Stacey .... Don Morelli (1996)
- Stolen Innocence (1995) (TV) .... Richard Brown
- Burke's Law .... Nick Blackwood (1995)
- Sleep, Baby, Sleep (1995) (TV) .... Detective Martinson
- Columbo: No Time to Die (1992) (TV) .... Detective Andy Parma
- Vendetta: Secrets of a Mafia Bride (1991) (TV) .... Nearco
- Law & Order .... Ned Loomis
- Father Dowling Mysteries .... Sean McAllister (, 1990)
- Dream Street .... Joey Coltrera (1989)
- Ladykillers (1988) (TV) .... Cavanaugh
- Out of the Darkness (1985) (TV) .... Zigo's nephew
- Exterminator 2 (1984) .... Larry